# Narodowy Bank Słowacki (budowla)
Narodowy Bank Słowacki – to jeden z najwyższych na Słowacji i w Bratysławie budynków. 
Budynek ma 113 m wysokości, 33 piętra i trzy poziomy podziemia. W podziemiach jest miejsce dla 350 samochodów. Budowla została otwarta 12 maja 2002 roku. Została zbudowana zgodnie z nowoczesnymi technologiami. Swoją siedzibę ma tam Narodowy Bank Słowacki.